# Liste der Velorouten in der Schweiz
Diese Liste führt die Velorouten der Schweiz auf. Veloland Schweiz unterscheidet dabei zwischen nationalen, regionalen und lokalen Routen:

## Nationale Routen

Karte der Velorouten im Veloland Schweiz (fette Routen = nationale Routen)

| Name                     | Nummer | Route                  | Distanz in km | Höhenmeter | Höhenmeter Gegenrichtung | Farbe in der Karte |
| ------------------------ | ------ | ---------------------- | ------------- | ---------- | ------------------------ | ------------------ |
| Rhone-Route              | 1      | Andermatt – Genf       | 309           | 560        | 1500                     |                    |
| Rhein-Route              | 2      | Andermatt – Basel      | 424           | 1550       | 2690                     |                    |
| Nord-Süd-Route           | 3      | Basel – Chiasso        | 363           | 3180       | 3200                     |                    |
| Alpenpanorama-Route      | 4      | St. Margrethen – Aigle | 483           | 7200       | 7180                     |                    |
| Mittelland-Route         | 5      | Romanshorn – Lausanne  | 365           | 1150       | 1170                     |                    |
| Graubünden-Route (Var.1) | 6      | Chur – Bellinzona      | 152           | 1650       | 2100                     |                    |
| Graubünden-Route (Var.2) | 6      | Chur – Martina         | 130           | 2560       | 2140                     |                    |
| Jura-Route               | 7      | Basel – Nyon           | 275           | 4360       | 4230                     |                    |
| Aare-Route               | 8      | Oberwald – Koblenz     | 305           | 780        | 1030                     |                    |
| Seen-Route               | 9      | Montreux – Rorschach   | 497           | 3320       | 3300                     |                    |

## Regionale Routen
| Name                          | Nummer | Route | Distanz in km | Höhenmeter | Höhenmeter Gegenrichtung |
| ----------------------------- | ------ | --- | ------------- | ---------- | ------------------------ |
| Prättigauer Route             | 21     | Klosters – Sargans | 48            | 240        | 950                      |
| Nord Vaudois-Jura             | 22     | Lausanne – La Chaux-de-Fonds | 105           | 1700       | 1150                     |
| Basel-Franches-Montagnes      | 23     | Basel – Tramelan | 80            | 1000       | 280                      |
| Emmental-Entlebuch            | 24     | Biel – Luzern | 125           | 860        | 860                      |
| Ostschweizer Wein-Route       | 26     | Schaffhausen – St. Gallen | 90            | 950        | 660                      |
| Val Müstair                   | 27     | Zernez – Mals | 52            | 1000       | 1450                     |
| Glatt-Route                   | 29     | Glattfelden – Rapperswil | 64            | 340        | 300                      |
| Percorso Valle Maggia         | 31     | Bellinzona – Cavergno | 56            | 420        | 190                      |
| Rhein-Hirzel-Linth            | 32     | Kaiserstuhl – Niederurnen | 97            | 760        | 720                      |
| Kartäuser-Fürstenland-Route   | 33     | Stein am Rhein – Rorschach | 87            | 800        | 820                      |
| Alter Bernerweg               | 34     | Estavayer-le-Lac – Baden | 175           | 1200       | 1300                     |
| Liechtensteiner Rheintalroute | 35     | Sargans – Altstätten | 56            | 90         | 140                      |
| Percorso Blenio-Lucomagno     | 36     | Biasca – Disentis | 60            | 1750       | 950                      |
| Bern-Süd-Route                | 37     | Schwarzenburg – Bern | 69            | 1150       | 1400                     |
| Luzerner Hinterland-Rigi      | 38     | Pfaffnau – Brunnen | 100           | 1350       | 1400                     |
| Pilger-Route                  | 41     | Kreuzlingen – Meilen | 90            | 1200       | 1150                     |
| Appenzeller Route             | 42     | St. Gallen – Appenzell – Heiden – St. Gallen                                                                                                  | 69            | 1450       | 1450                     |
| Le Jorat-Trois Lacs-Emme      | 44     | Lausanne – Burgdorf | 155           | 1000       | 950                      |
| Wyland-Downtown               | 45     | Stein am Rhein – Zürich HB | 60            | 480        | 480                      |
| Tour du Léman                 | 46     | Genf – Genf | 147           | 1300       | 1300                     |
| Thurgauer Panorama-Route      | 47     | Romanshorn – Wil | 35            | 440        | 260                      |
| Jurasüdfuss-Route             | 50     | Olten – Genf | 256           | 2500       | 2400                     |
| Säuliamt-Schwyz               | 51     | Säuliamt – Schwyz | 65            | 680        | 580                      |
| Töss-Jona-Route               | 53     | Tössegg – Rapperswil | 73            | 580        | 560                      |
| Arc jurassien                 | 54     | Ste-Croix – Liestal | 190           | 2400       | 3100                     |
| Konzil Radweg                 | 55     | St. Gallen – Kreuzlingen | 41            | 180        | 440                      |
| Seetal-Bözberg                | 56     | Luzern – Stein | 91            | 560        | 680                      |
| Saanenland-Freiburgerland     | 59     | Bex – Erlach | 185           | 3200       | 3200                     |
| Studenland-Töss-Römer-Route   | 60     | Koblenz – Steckborn | 90            | 840        | 760                      |
| Berner Oberland-Route         | 61     | Thun – Meiringen | 100           | 2500       | 2400                     |
| Sense-Glâne-Veveyse           | 62     | Schwarzenburg – Châtel-Saint-Denis | 86            | 1400       | 1400                     |
| Gros de Vaud-La Côte          | 63     | Payerne – Rolle | 86            | 1000       | 1050                     |
| Lötschberg-Jura               | 64     | Gampel – Boncourt | 190           | 1150       | 2200                     |
| Inn-Radweg                    | 65     | Maloja – Martina (Finstermünz) | 114           | 1200       | 2000                     |
| Goldküste-Limmat              | 66     | Rapperswil – Baden | 61            | 340        | 380                      |
| Wynental-Route                | 67     | Luzern – Aarau | 57            | 420        | 480                      |
| Passwang-Oberaargau           | 71     | Dornach – Huttwil | 78            | 1350       | 1050                     |
| Chemin du Vignoble            | 72     | Martigny – Leuk | 82            | 1300       | 1150                     |
| Wiggertal-Glaubenberg         | 73     | Olten (Aarburg) – Sarnen | 91            | 1500       | 1450                     |
| Gürbe-Sense                   | 74     | Wimmis – Kerzers (Golaten) | 99            | 1100       | 1250                     |
| Obstgarten-Route              | 75     | Arbon – Nesslau | 59            | 1200       | 820                      |
| Ibergeregg-Sattelegg-Linth    | 76     | Schwyz – Uznach | 60            | 1350       | 1450                     |
| Rigi-Reuss-Klettgau           | 77     | Brunnen – Schaffhausen | 140           | 1000       | 1050                     |
| Seerücken-Route               | 82     | Schaffhausen – Arbon | 86            | 540        | 540                      |
| Suworow-Route                 | 83     | Schwyz – Pragelpass – Elm | 69            | 1750       | 1300                     |
| Mittelländer Hügelroute       | 84     | Thun – Zürich | 175           | 1900       | 2000                     |
| Unterwalden-Route             | 85     | Giswil – Engelberg | 45            | 860        | 360                      |
| Rheinfall-Zürcher Oberland    | 86     | Schaffhausen – Wattwil | 97            | 1150       | 760                      |
| La Broye-La Gruyère           | 87     | Payerne – Bulle | 48            | 700        | 380                      |
| L'Areuse-Emme-Sihl            | 94     | Fleurier – Zürich | 265           | 1800       | 2200                     |
| Thur-Route                    | 95     | Ellikon am Rhein (Gemeinde Marthalen) – Buchs SG                                                                                              | 145           | 1300       | 1200                     |
| Bodensee-Radweg               | 96     | Konstanz – Friedrichshafen – Bregenz – Konstanz                                                                                               | 255           | 1100       | 1100                     |
| Dreiland-Radweg               | 97     | Dornach – Mülhausen im Elsass – Rheinfelden – Dornach                                                                                         | 197           | 1500       | 1500                     |
| Herzroute                     | 99     | Lausanne – Romont – Laupen – Thun – Langnau – Burgdorf – Willisau – Zug – Einsedeln – Rapperswil – Wattwil – Herisau – Altstätten – Rorschach | 710           | 13100      | 13100                    |

## Lokale Routen
| Name                        | Nummer | Route      | Distanz in km | Höhenmeter | Höhenmeter Gegenrichtung |
| --------------------------- | ------ | ---------- | ------------- | ---------- | ------------------------ |
| Industrieveloweg Winterthur | 205    | Winterthur | 20            |            |                          |